# Whites Landing (Ohio)
Whites Landing es un lugar designado por el censo ubicado en el condado de Erie en el estado estadounidense de Ohio. En el Censo de 2010 tenía una población de 375 habitantes y una densidad poblacional de 492,48 personas por km².

## Geografía
Whites Landing se encuentra ubicado en las coordenadas 41°25′51″N 82°53′41″O / 41.43083, -82.89472. Según la Oficina del Censo de los Estados Unidos, Whites Landing tiene una superficie total de 0.76 km², de la cual 0.76 km² corresponden a tierra firme y (0.34%) 0 km² es agua.

## Demografía
Según el censo de 2010, había 375 personas residiendo en Whites Landing. La densidad de población era de 492,48 hab./km². De los 375 habitantes, Whites Landing estaba compuesto por el 93.87% blancos, el 0.8% eran afroamericanos, el 2.13% eran amerindios, el 0.27% eran asiáticos, el 0.27% eran isleños del Pacífico, el 0% eran de otras razas y el 2.67% pertenecían a dos o más razas. Del total de la población el 2.4% eran hispanos o latinos de cualquier raza.